# Hermann zu Leiningen

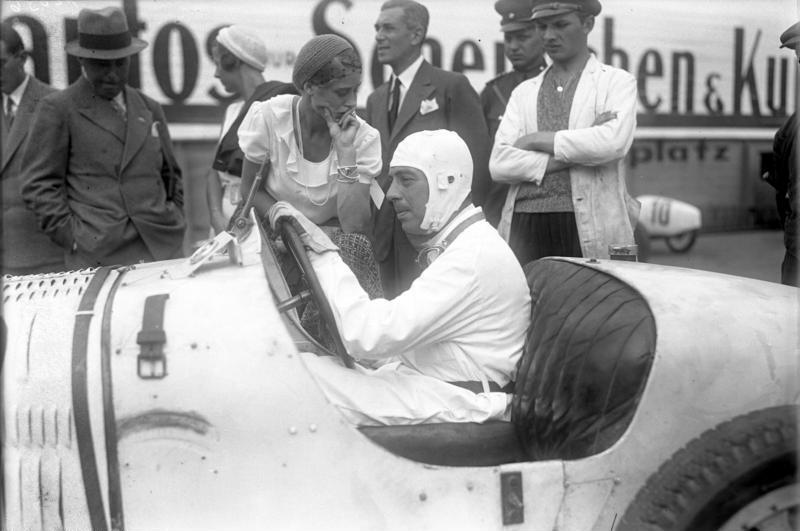
Hermann zu Leiningen auf Bugatti 1931 im Training zum AVUS-Rennen

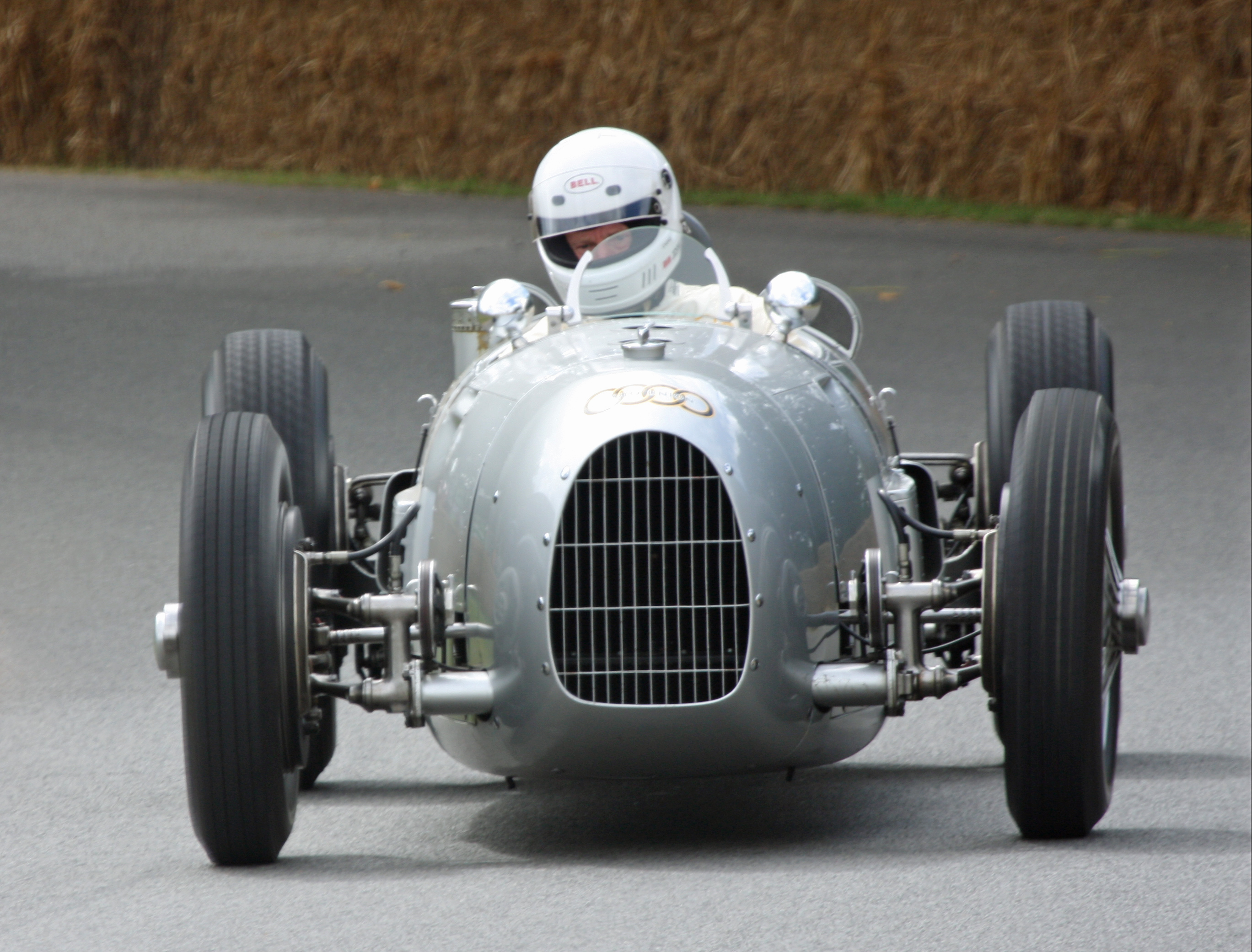
Ein Auto Union Typ A wie ihn Hermann zu Leiningen 1934 pilotierte

Hermann Viktor Maximilian Prinz zu Leiningen (* 4. Januar 1901 in Amorbach; † 29. März 1971 ebenda) war ein deutscher Automobilrennfahrer.

## Leben
Der aus Amorbach stammende Hermann zu Leiningen war der Sohn von Emich Eduard Carl Fürst zu Leiningen (1866–1939) und Prinzessin Feodore Viktoria Alberta zu Hohenlohe-Langenburg (1866–1932). Im Jahr 1938 heiratete er Irene Gräfin von Schönborn-Wiesentheid. Die Ehe blieb kinderlos.
Zu Leiningen begann im Jahr 1927 mit dem Automobilsport und startete als wohlhabender Herrenfahrer auf Bugatti. Zu dieser Zeit bestritt er größtenteils Bergrennen. Später trat er auch auf Amilcar und 1928/29 auf Mercedes-Benz SSK an.
In der Saison 1930 griff Hermann zu Leiningen erstmals in den Grand-Prix-Sport ein. Er wurde von Heinrich-Joachim von Morgen als zweiter Fahrer engagiert und das Duo gewann auf Bugatti Type 35 B den erstmals ausgetragenen Großen Preis der Tschechoslowakei auf dem Masaryk-Ring nahe Brünn. In der Folge bildete er zusammen mit von Morgen und Ernst Günther Burggaller eine Renngemeinschaft. 1932 ging zu Leiningen auf Type 35 C beim AVUS-Rennen in Berlin und beim Eifelrennen auf dem Nürburgring an den Start, sah aber bei beiden Rennen die Zielflagge nicht.
Zum 1. Mai 1933 trat er der NSDAP bei (Mitgliedsnummer 3.416.657).
Zur Saison 1934 wurde zu Leiningen von der Chemnitzer Auto Union AG als Werksfahrer unter der Führung von Rennleiter Willy Walb für deren neu gestartetes Grand-Prix-Engagement in der 750-kg-Formel der AIACR verpflichtet. Er bestritt insgesamt acht Rennen, von denen er drei beendete. Nach technischen Problemen zu Saisonbeginn verbesserten sich im Saisonverlauf seine Ergebnisse. Saisonhöhepunkt war Rang zwei beim Großen Preis von Italien im Autodromo di Monza. Bei diesem Rennen fiel Hermann zu Leiningen mit seinem Auto Union Typ A nach wenigen Runden aufgrund technischer Probleme aus. Als sein Teamkollege Hans Stuck, der damals der Nummer-1-Fahrer der Auto Union war, nach 59 Runden in Führung liegend die Box ansteuern musste, um sich behandeln zu lassen, weil ein heißgelaufener Kühler seine Füße verbrannt hatte, übernahm zu Leiningen den Wagen, was zur damaligen Zeit erlaubt und durchaus üblich war. Hermann zu Leiningen steuerte den etwa 295 PS starken Typ A über die noch folgenden 56 Runden und hatte nach 500 Kilometern und fünfdreiviertel Stunden Renndauer im Ziel 1:38,2 Minuten Rückstand auf Rudolf Caracciola / Luigi Fagioli (Mercedes-Benz W 25). Beim folgenden Großen Preis von Spanien auf dem Circuito Lasarte bei San Sebastián musste zu Leiningen seinerseits seinen Wagen dem ausgefallenen Stuck zur Verfügung stellen, der von Rang zehn noch auf Platz vier vor fuhr. Eine Woche später wurde zu Leiningen im Alleingang hinter Stuck, Fagioli und Tazio Nuvolari Vierter beim Großen Preis der Tschechoslowakei.
1935 trat Hermann zu Leiningen auf der AVUS, beim Eifelrennen und im französischen Montlhéry an. Sein bestes Resultat war dabei Rang neun auf dem Nürburgring zusammen mit Achille Varzi. Danach trennten sich seine Wege mit der Auto Union, zu Leiningen betritt den Großen Preis der Schweiz auf einem Werks-ERA in der Voiturette-Klasse und beendete danach seine aktive Rennfahrerlaufbahn.
Nach dem Zweiten Weltkrieg bestritt Hermann zu Leiningen zu Beginn der 1950er-Jahre einige Rallyes. Er starb am 29. März 1971 im Alter von 70 Jahren.

## Statistik

### Vorkriegs-Grand-Prix-Ergebnisse
| Saison | Team          | Wagen            | 1   | 2   | 3 | 4 | 5    | 6    | 7 |
| ------ | ------------- | ---------------- | --- | --- | - | - | ---- | ---- | - |
| 1934   | Auto Union AG | Auto Union Typ A |     |     |   |   |      |      |   |
| 1934   | Auto Union AG | Auto Union Typ A |     | DNS |   |   | 2. 1 | 4. 2 |   |
| 1935   | Auto Union AG | Auto Union Typ B |     |     |   |   |      |      |   |
| 1935   | Auto Union AG | Auto Union Typ B | DNS |     |   |   |      |      |   |

| Legende  | Legende                                                                   | Legende                                                                   |           |
| Farbe    | Bedeutung                                                                 | Bedeutung                                                                 | EM-Punkte |
| -------- | ------------------------------------------------------------------------- | ------------------------------------------------------------------------- | --------- |
| Gold     | Sieg                                                                      | Sieg                                                                      | 1         |
| Silber   | 2. Platz                                                                  | 2. Platz                                                                  | 2         |
| Bronze   | 3. Platz                                                                  | 3. Platz                                                                  | 3         |
| Grün     | Klassifiziert, mehr als 75% der Renndistanz zurückgelegt                  | Klassifiziert, mehr als 75% der Renndistanz zurückgelegt                  | 4         |
| Blau     | nicht punkteberechtigt, zwischen 50% und 75% der Renndistanz zurückgelegt | nicht punkteberechtigt, zwischen 50% und 75% der Renndistanz zurückgelegt | 5         |
| Violett  | nicht punkteberechtigt, zwischen 25% und 50% der Renndistanz zurückgelegt | nicht punkteberechtigt, zwischen 25% und 50% der Renndistanz zurückgelegt | 6         |
| Rot      | nicht punkteberechtigt, weniger als 25% der Renndistanz zurückgelegt      | nicht punkteberechtigt, weniger als 25% der Renndistanz zurückgelegt      | 7         |
| Farbe    | Abkürzung                                                                 | Bedeutung                                                                 | EM-Punkte |
| Schwarz  | DSQ                                                                       | disqualifiziert (disqualified)                                            | 8         |
| Weiß     | DNS                                                                       | nicht gestartet (did not start)                                           | 8         |
| Weiß     | DNA                                                                       | nicht erschienen (did not arrive)                                         | 8         |
| sonstige | P/fett                                                                    | Pole-Position                                                             | 8         |
| sonstige | SR/kursiv                                                                 | Schnellste Rennrunde                                                      | 8         |
| sonstige | DNF                                                                       | Rennen nicht beendet (did not finish)                                     | 8         |